# Southwest Island
Southwest Island är en ö i Kanada.   Den ligger i provinsen Nova Scotia, i den sydöstra delen av landet, 900 km öster om huvudstaden Ottawa. Arean är 0,10 kvadratkilometer.
Terrängen på Southwest Island är mycket platt.